# Meharrize
Meharrize, Mehaires o Mheiriz es una localidad y oasis en el Sáhara Occidental. Está integrada en la  Zona Libre de la RASD. Hasta 1976 perteneció al Sahara español.
Es cabeza de la IV región militar del ejército saharaui. 
Es uno de los nuevos municipios creados por la República Árabe Saharaui Democrática.
La MINURSO tiene una base asentada allí.

## Equipamientos
Consta de un pequeño hospital con 12 camas construido gracias a la aportaciones de la ONG Solidaridad Valenciana. También consta de una escuela abierta en el curso escolar 2012-2013 y una mezquita.
En Mheiriz se están elaborando numerosos proyectos pilotos para la creación y desarrollo de una explotación agrícola familiar.

## Política
El 17 de junio de 2007 el Frente Polisario celebró aquí el 37.º aniversario de la insurrección saharaui de 1970, la Intifada de Zemla.

## Cultura
En agosto de 2008, Mheiriz acogió la III edición de la Universidad de Verano, para los estudiantes saharauis en el extranjero. Los estudiantes visitaron los sitios arqueológicos históricos de la región y se beneficiaron de muchas conferencias y charlas sobre diferentes temas, como religión, cultura y seguridad, además de otras actividades como proyecciones de películas y exposiciones.

## Hermanamientos
- Berantevilla
- Carranza
- Firenzuola
- Lezama
- Marquina-Jeméin
- Soria[4]